# Сан-Пера-Салябінера
Сан-Пе́ра-Салябіне́ра (кат. Sant Pere Sallavinera) — муніципалітет, розташований в Автономній області Каталонія, в Іспанії. Код муніципалітету за номенклатурою Інституту статистики Каталонії - 81897. Знаходиться у районі (кумарці) Анойя (коди району - 06 та AI) провінції Барселона, згідно з новою адміністративною реформою перебуватиме у складі Центральної баґарії (округи). 

## Населення
Населення міста (у 2007 р.) становить 177 осіб (з них менше 14 років - 9%, від 15 до 64 - 62,7%, понад 65 років - 28,2%). У 2006 р. народжуваність склала 2 особи, смертність - 1 особа, зареєстровано 0 шлюбів. У 2001 р. активне населення становило 60 осіб, з них безробітних - 1 особа.
Серед осіб, які проживали на території міста у 2001 р., 142 народилися в Каталонії (з них 85 осіб у тому самому районі, або кумарці), 4 особи приїхали з інших областей Іспанії, а 0 осіб приїхало з-за кордону.
Університетську освіту має 13,6% усього населення.
У 2001 р. нараховувалося 46 домогосподарств (з них 21,7% складалися з однієї особи, 19,6% з двох осіб,19,6% з 3 осіб, 13% з 4 осіб, 15,2% з 5 осіб, 8,7% з 6 осіб, 0% з 7 осіб, 2,2% з 8 осіб і 0% з 9 і більше осіб).
Активне населення міста у 2001 р. працювало у таких сферах діяльності : у сільському господарстві - 22%, у промисловості - 16,9%, на будівництві - 20,3% і у сфері обслуговування - 40,7%.
У муніципалітеті або у власному районі (кумарці) працює 38 осіб, поза районом - 39 осіб.

### Безробіття
У 2007 р. нараховувалося 0 безробітних (у 2006 р. - 1 безробітний), з них чоловіки складали *%, а жінки - *%.

## Економіка

### Підприємства міста

#### Промислові підприємства
| \| Промислові підприємства міста, за сферою діяльності \| Промислові підприємства міста, за сферою діяльності \| Промислові підприємства міста, за сферою діяльності \| \| Рік \| 2002 р. \| 2001 р. \| \| --------------------------------------------------- \| --------------------------------------------------- \| --------------------------------------------------- \| \| Енергетичні та водні ресурси \| 33,3% \| 40% \| \| Хімія та метали \| 50% \| 60% \| \| Переробка металів \| 16,7% \| 0% \| \| Продукти харчування \| 0% \| 0% \| \| Текстиль \| 0% \| 0% \| \| Виробництво меблів, видання \| 0% \| 0% \| \| Інше \| 0% \| 0% \| \| Усього підприємств \| 6 \| 5 \| |         |         |
| Промислові підприємства міста, за сферою діяльності |         |         |
| Рік | 2002 р. | 2001 р. |
| Енергетичні та водні ресурси | 33,3%   | 40%     |
| Хімія та метали | 50%     | 60%     |
| Переробка металів | 16,7%   | 0%      |
| Продукти харчування | 0%      | 0%      |
| Текстиль | 0%      | 0%      |
| Виробництво меблів, видання | 0%      | 0%      |
| Інше | 0%      | 0%      |
| Усього підприємств | 6       | 5       |

#### Роздрібна торгівля
| \| Підприємства роздрібної торгівлі міста, за сферою діяльності \| Підприємства роздрібної торгівлі міста, за сферою діяльності \| Підприємства роздрібної торгівлі міста, за сферою діяльності \| \| Рік \| 2002 р. \| 2001 р. \| \| ------------------------------------------------------------ \| ------------------------------------------------------------ \| ------------------------------------------------------------ \| \| Продукти харчування \| 50% \| 50% \| \| Одяг та взуття \| 0% \| 0% \| \| Товари для дому \| 0% \| 0% \| \| Книги та періодичні видання \| 0% \| 0% \| \| Промислова хімічна продукція \| 50% \| 50% \| \| Продукція, пов'язана з транспортними засобами \| 0% \| 0% \| \| Інше \| 0% \| 0% \| \| Усього підприємств \| 2 \| 2 \| |         |         |
| Підприємства роздрібної торгівлі міста, за сферою діяльності |         |         |
| Рік | 2002 р. | 2001 р. |
| Продукти харчування | 50%     | 50%     |
| Одяг та взуття | 0%      | 0%      |
| Товари для дому | 0%      | 0%      |
| Книги та періодичні видання | 0%      | 0%      |
| Промислова хімічна продукція | 50%     | 50%     |
| Продукція, пов'язана з транспортними засобами | 0%      | 0%      |
| Інше | 0%      | 0%      |
| Усього підприємств | 2       | 2       |

#### Сфера послуг
| \| Підприємства міста, що працюють у сфері послуг, за діяльністю \| Підприємства міста, що працюють у сфері послуг, за діяльністю \| Підприємства міста, що працюють у сфері послуг, за діяльністю \| \| Рік \| 2002 р. \| 2001 р. \| \| ------------------------------------------------------------- \| ------------------------------------------------------------- \| ------------------------------------------------------------- \| \| Гуртова торгівля \| 18,2% \| 14,3% \| \| Готелі та готельний бізнес \| 27,3% \| 14,3% \| \| Транспорт та зв'язок \| 9,1% \| 14,3% \| \| Посередницькі фінансові послуги \| 0% \| 0% \| \| Послуги підприємствам \| 0% \| 0% \| \| Послуги фізичним особам \| 36,4% \| 42,9% \| \| Нерухомість та ін. \| 9,1% \| 14,3% \| \| Усього підприємств \| 11 \| 7 \| |         |         |
| Підприємства міста, що працюють у сфері послуг, за діяльністю |         |         |
| Рік | 2002 р. | 2001 р. |
| Гуртова торгівля | 18,2%   | 14,3%   |
| Готелі та готельний бізнес | 27,3%   | 14,3%   |
| Транспорт та зв'язок | 9,1%    | 14,3%   |
| Посередницькі фінансові послуги | 0%      | 0%      |
| Послуги підприємствам | 0%      | 0%      |
| Послуги фізичним особам | 36,4%   | 42,9%   |
| Нерухомість та ін. | 9,1%    | 14,3%   |
| Усього підприємств | 11      | 7       |

## Житловий фонд
У 2001 р. 0% усіх родин (домогосподарств) мали житло метражем до 59 м2, 8,7% - від 60 до 89 м2, 26,1% - від 90 до 119 м2 і
65,2% - понад 120 м2.
З усіх будівель у 2001 р. 60,8% було одноповерховими, 39,2% - двоповерховими, 0
% - триповерховими, 0% - чотириповерховими, 0% - п'ятиповерховими, 0% - шестиповерховими,
0% - семиповерховими, 0% - з вісьмома та більше поверхами.

## Автопарк
| \| Автомобілі, зареєстровані у місті, за призначенням \| Автомобілі, зареєстровані у місті, за призначенням \| Автомобілі, зареєстровані у місті, за призначенням \| \| Рік \| 2006 р. \| 2005 р. \| \| -------------------------------------------------- \| -------------------------------------------------- \| -------------------------------------------------- \| \| Приватні автомобілі \| 73,3% \| 72% \| \| Мотоцикли \| 3,6% \| 4,6% \| \| Вантажівки \| 20,7% \| 20,2% \| \| Трактори \| 0% \| 0% \| \| Автобуси та ін. \| 2,5% \| 3,2% \| \| Усього автомобілів \| 445 шт. \| 371 шт. \| |         |         |
| Автомобілі, зареєстровані у місті, за призначенням |         |         |
| Рік | 2006 р. | 2005 р. |
| Приватні автомобілі | 73,3%   | 72%     |
| Мотоцикли | 3,6%    | 4,6%    |
| Вантажівки | 20,7%   | 20,2%   |
| Трактори | 0%      | 0%      |
| Автобуси та ін. | 2,5%    | 3,2%    |
| Усього автомобілів | 445 шт. | 371 шт. |

## Вживання каталанської мови
У 2001 р. каталанську мову у місті розуміли 99,3% усього населення (у 1996 р. - 100%), вміли говорити нею 97,9% (у 1996 р. - 
100%), вміли читати 93,7% (у 1996 р. - 92,2%), вміли писати 76,9
% (у 1996 р. - 53,3%). Не розуміли каталанської мови 0,7%.

## Політичні уподобання
У виборах до Парламенту Каталонії у 2006 р. взяло участь 118 осіб (у 2003 р. - 119 осіб). Голоси за політичні сили розподілилися таким чином:
| \| Вибори до Парламенту Каталонії \| Вибори до Парламенту Каталонії \| Вибори до Парламенту Каталонії \| \| Рік \| 2006 р. \| 2003 р. \| \| -------------------------------------- \| ------------------------------ \| ------------------------------ \| \| Конвергенція та Єднання (CiU) \| 75,4% \| 69,7% \| \| Соціалістична партія Каталонії (PSC) \| 5,9% \| 0,8% \| \| Народна партія (PP) \| 2,5% \| 5,9% \| \| Ініціатива за зелену Каталонію (IC) \| 1,7% \| 4,2% \| \| Республіканська лівиця Каталонії (ERC) \| 12,7% \| 19,3% \| \| Громадянська партія (C's) \| 0% \| 0% \| \| Інші \| 1,7% \| 0% \| |         |         |
| Вибори до Парламенту Каталонії |         |         |
| Рік | 2006 р. | 2003 р. |
| Конвергенція та Єднання (CiU) | 75,4%   | 69,7%   |
| Соціалістична партія Каталонії (PSC) | 5,9%    | 0,8%    |
| Народна партія (PP) | 2,5%    | 5,9%    |
| Ініціатива за зелену Каталонію (IC) | 1,7%    | 4,2%    |
| Республіканська лівиця Каталонії (ERC) | 12,7%   | 19,3%   |
| Громадянська партія (C's) | 0%      | 0%      |
| Інші | 1,7%    | 0%      |